# Miriam Ulinower
Miriam Ulinower, właśc. Manja Hirszbejn (ur. 22 lutego 1890 w Łodzi, zm. 1944 w KL Auschwitz) – polsko-żydowska poetka pisząca w języku jidysz; ofiara Holokaustu.

## Życiorys
Ulinower urodziła się jako Mania Hirszbejn 22 lutego 1890 r. (lub jak podają niektóre źródła 1888 r.) w Łodzi. Była córką Szymona Hirszbejna i Szejndl Hirszbejn (z domu Gerzon). Jej babcia była żydowską arystokratką. Ulinower wychowywała się w średniozamożnej, ale dobrze wykształconej rodzinie. Jej rodzice rozwiedli się w 1905 r. Jako dziecko spędziła pewien czas w Krzepicach niedaleko Częstochowy u swojego dziadka Szaji Gerzona, który był uczonym znawcą Talmudu. Przez resztę czasu mieszkała w Łodzi i tam uczęszczała do szkoły średniej (jid. mitlszul).
W 1912 r. została żoną Wolfa Ulinowera, kupca i działacza społecznego pochodzącego z chasydzkiej rodziny. Mieli dwie córki, urodzoną w 1915 r. Dine-Rokl i w 1922 r. Hinde-Male. Do czasu urodzenia dzieci pracowała w rodzinnym sklepie. Ojciec Wolfa, będący wdowcem, poślubił rozwiedzioną matkę Miriam.
Choć nie brała aktywnego udziału w życiu kulturalnym Łodzi, miała w zwyczaju gościć u siebie grupkę młodych literatów, do której należeli m.in. Rikuda Potasz, Chaim Lejb Fuks, Icchak Goldkorn czy Mirl Erdberg.
W styczniu 1940 r. wraz z rodziną została zmuszona do przeniesienia się do getta. Jej nowe mieszkanie przy ulicy Jakuba 19 stanowiło ważne miejsce spotkań literatów żydowskich, w tym także młodych twórczyń, m.in. Racheli Wolińskiej i Chavy Rosenfarb. 18 sierpnia 1944 r. została deportowana do niemieckiego nazistowskiego obozu koncentracyjnego Auschwitz i tam zamordowana. Wraz z mężem, córką i kilkumiesięczną wnuczką zginęła w komorze gazowej.

## Twórczość
Nakłonić Ulinower do pisania miało spotkanie Szolema Alejchema w czasie jego pobytu w Łodzi.

W młodości pisała krótkie teksty po polsku, niemiecku i rosyjsku. Prawdopodobnie wydawano je w lokalnej gazecie. 

Miriam Ulinover zadebiutowała w międzywojniu na łamach łódzkiej żydowskiej prasy, organizowała spotkania literackie w domu przy ul. Narutowicza 11.

Po 1915 roku tworzyła wiersze w jidysz, wtedy jej teksty zaczęły pojawiać się w Łódzkich czasopismach oraz gazetach codziennych m.in. w „Łodzier Togblat” i „Łodzier folksblat”. Prawdopodobnie pierwsze jej publikacje pojawiły się w czasopiśmie „Di jetstike cajt: zamlung fun milchome-literatur”. Dzięki pomocy Dawida Frischmanna zaczęła pisać również dla warszawskich czasopism jidyszowych.
W 1922 roku wydano jej tom poezji Der bobes ojcer (tłum. Skarb babci). Jej twórczość charakteryzowało łączenie stylizacji ludowej, motyw dialogów między babcią a wnuczką oraz umoralniająca wymowa utworów. Stanowiła całkowite przeciwieństwo współczesnych jej artystek, mówiących o obowiązku wyzwolenia kobiet. Dzięki temu jej poezja była pozytywnie odbierana przez mężczyzn oraz stanowiła obraz życia ortodoksyjnych Żydówek.

(…) grupy tych żydowskich autorów, znanych z Łodzi już przed wojną, którzy przez wszystkie lata istnienia getta zbierali się u pisarki Miriam Ulinower, gdzie przedstawiali swoje utwory, dyskutowali o nich i poddawali je analizie.

Przed II wojną światową przygotowywała II tom poezji, Szabes, którego wydanie planowano na 1939 rok. Nie został jednak opublikowany; zachowały się tylko fragmenty tekstów. W getcie działała w grupie literackiej wraz z Melanią Fogelbaum i Chavą Rosenfarb, ale nie zachowały się jej wiersze z tego okresu.

## Opinie o Ulinower
Ulinower została najentuzjastyczniej przyjętą poetką jidysz przez męską krytykę literacką. Dawid Frischmann chwalił poezję Ulinower nazywając ją „tak autentyczną i tak żydowską!”. Kadie Mołodowska określiła Miriam Ulinower „szabasowym człowiekiem” (jid. szabesdiker mensz) – kimś silnie związanym z tradycją żydowską. Ezra Korman opisał twórczość Ulinower jako idealną równowagę w połączeniu „tradycyjnego folkloru i nowoczesnej indywidualności”.
Niektóre z jej wierszy znalazły się w archiwum Ringelbluma i zostały później przetłumaczone oraz wydane przez Sarah Traister Moskovitz w projekcie Poetry in hell (tłum. Poezja w piekle).
W 2003 roku w Paryżu wydano dwujęzyczne, jidyszowo-francuskie wydanie jej zebranych wierszy: Un bonjour du pays natal / A grus fun der alter hejm (tłum. Pozdrowienia z dawnego domu). Zawiera również obszerne wprowadzenie do życia i twórczości poetki autorstwa Natalii Krynickiej.